# بهترین … (آلبوم سیا)
«بهترین …» (به انگلیسی: Best Of...) آلبومی از هنرمند اهل استرالیا سیا است.